# Niota
Niota är en ort i McMinn County i Tennessee. Vid 2010 års folkräkning hade Niota 719 invånare.